# 克拉斯諾庫茨克區

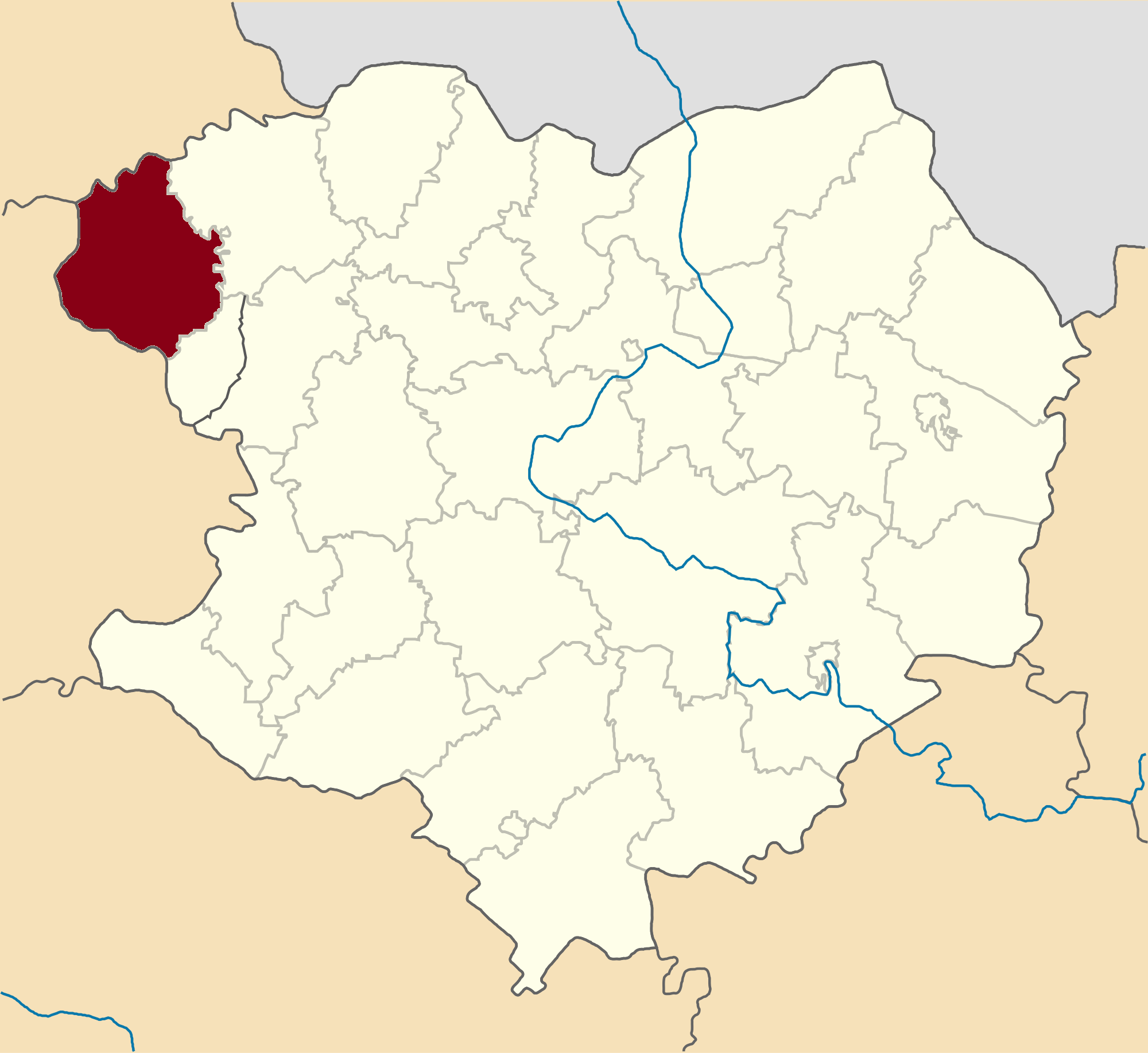

克拉斯諾庫茨克區（烏克蘭語：Краснокутський район）曾是烏克蘭東部哈爾科夫州的一個區，首府設於克拉斯諾庫茨克，原面積1,040.8平方公里，2013年人口28,865人，人口密度每平方公里27.73人。
该区在2020年7月18日的乌克兰行政区划改革中被撤销，改革后哈爾科夫州下分为7个区，克拉斯諾庫茨克區合并至博霍杜希夫區。